# Франтішек Якубець
Франтішек Якубець (чеськ. František Jakubec, 12 квітня 1956 — 27 травня 2016) — чехословацький футболіст, що грав на позиції захисника.
Виступав, зокрема, за клуб «Богеміанс 1905», а також національну збірну Чехословаччини, з якою був учасником чемпіонату світу.

## Клубна кар'єра
У дорослому футболі дебютував 1978 року виступами за команду «Богеміанс» з Праги, в якій провів дев'ять сезонів, взявши участь у 284 матчах чемпіонату. Більшість часу, проведеного у складі «Богеміанса», був основним гравцем захисту команди і виграв чемпіонат Чехословаччини у 1983 році.
Згодом з 1987 по 1989 рік грав за кордоном у складі грецької «Верії» та швейцарської «Беллінцони», після чого повернувся у «Богеміанс» і захищав його кольори до припинення виступів у 1990 році.

## Виступи за збірну
24 квітня 1981 року дебютував в офіційних іграх у складі національної збірної Чехословаччини у товариському матчі проти Швейцарії (0:1) у Братиславі. Свій єдиний гол у складі збірної Чехословаччини він забив 28 квітня 1982 року у товариському поєдинку з Австрією (1:2) у Відні.
У складі збірної був учасником чемпіонату світу 1982 року в Іспанії, де жодного разу на поле не виходив, а його збірна не змогла вийти з групи.
Останній матч у збірній провів 10 жовтня 1984 року проти Мальти (4:0) в рамках відбору на чемпіонат світу 1986 року. Загалом протягом кар'єри у національній команді, яка тривала 4 роки, провів у її формі 25 матчів, забивши 1 гол.

## Особисте життя
Його син, Франтішек Якубець-молодший, також став футболістом і виступав за «Богеміанс».
Франтішек Якубець-старший помер 27 травня 2016 року на 61-му році життя, покінчивши життя самогубством, стрибнувши з вікна на 7 поверсі.